# Halysidota tucumana
Halysidota tucumana là một loài bướm đêm thuộc phân họ Arctiinae, họ Erebidae.